# Ma Chökyi Sherab
| Tibetische Bezeichnung                       |
| -------------------------------------------- |
| Wylie-Transliteration: rma chos kyi shes rab |
| Chinesische Bezeichnung                      |
| Vereinfacht: 玛·却吉喜饶                     |
| Pinyin:Ma Queji Xirao                        |

Ma Chökyi Sherab (tib.: rma chos kyi shes rab; geb. 1055; Todesjahr unbekannt) ist ein berühmter Vertreter der Shiche-Schule des tibetischen Buddhismus. Er ist der Sohn von Ma Monlam (rma smon lam). Er war Schüler von Pha Dampa.
Die Übermittlung der Worte und der Bedeutung des Mahāmudrā wurde Ma Chökyi Sherab übertragen:

„The transmission of the words and meaning of Mahāmudrā were imparted to Ma Chökyi Sherap; the transmission of the words and meaning of the advice for “perceiving pure awareness in all its nakedness” were imparted to Sochung Gendun Bar; and the transmission of upper lineage and lower lineage of the transcendent perfection of wisdom was imparted to Kaṃ Yeshe Gyaltsen.“

deutsche Übersetzung:

„Die Übertragung der Worte und der Bedeutung von Mahāmudrā wurde Ma Chökyi Sherap übermittelt; die Übertragung der Worte und der Bedeutung des Ratschlags, "reines Gewahrsein in seiner ganzen Nacktheit wahrzunehmen", wurde Sochung Gendun Bar übermittelt; und die Übertragung der oberen und unteren Linie der transzendenten Vollkommenheit der Weisheit wurde Kaṃ Yeshe Gyaltsen übermittelt“